# Diego de Blas
Diego de Blas Morcillo (nacido el 5 de noviembre de 2000, en Madrid)  es un jugador de baloncesto español, que ocupa la posición de alero. Actualmente milita en el Club Melilla Baloncesto de la Liga LEB Oro.

## Biografía
En 2012, ingresó en las categorías inferiores del Real Madrid, considerado un tres de gran proyección que ha pasó por todas las categorías inferiores del Real Madrid, equipo con el que estuvo disputando la liga junior y EBA la temporada 2017/18. Diego es un fijo en todas las citas internacionales que juega la selección española en categorías inferiores. 
En 2018, se compromete por el Club Baloncesto Peñas Huesca para realizar su debut en la Liga LEB Oro. La temporada 2019-20, disfrutó de 13 minutos en los 26 encuentros que jugó en LEB Oro con Huesca. Su aportación fue de 3,2 puntos por partido (68,2% en titos de 2, en triples un 50% y un 83,3% en tiros libres). 
En julio de 2020, firma por Melilla Sport Capital Enrique Soler para reforzar al equipo de Liga LEB Plata.
El 9 de agosto de 2023, firma por el Albacete Basket de la Liga LEB Plata.

## Clubes
- Cat. Inferiores: Real Madrid de Baloncesto
- 2016/18: Real Madrid de Baloncesto "B" (Liga EBA)
- 2018/20: Club Baloncesto Peñas Huesca (LEB Oro)
- 2020/21: Melilla Sport Capital Enrique Soler (LEB Plata)
- 2021/23: Club Melilla Baloncesto (LEB Oro)
- 2023/actualidad Albacete Basket